# Shohei Ono
Shohei Ono (Yamaguchi, 3 de fevereiro de 1992) é um judoca japonês, ex-integrante da seleção japonesa de judô.
Foi campeão olímpico duas vezes (Rio 2016 e Tóquio 2020), além de tricampeão mundial em 2013 no Rio de Janeiro, 2015 em Astana e 2019 em Tóquio.